# ترینیداد (کاساناره)
ترینیداد (انگلیسی: Trinidad, Casanare) نام شهری در کشور کلمبیا است.